# Ulrika Pasch
Ulrika Fredrika Pasch  (Stockholm, 1735. július 10.  – Stockholm, 1796. április 2.) svéd festő. A királyi család portréit és az udvari élet jeleneteit festette meg.

## Élete
Ismert festő családban született. Édesapja Id. Lorenz Pasch és bátyja, Ifj. Lorenz Pasch arcképfestők, nagybátyja, Johann Pasch udvari festő volt. XI. Károly idején a svéd festőművészet virágzásnak indult, de XII. Károly pazarló uralkodása után Lorenz Pasch megrendelések hiányában elszegényedett, majd megözvegyült. 
Ulrika művészi tehetsége korán megmutatkozott, édesapja és bátyja tanították, fejlesztették rajzkészségét. Az ifjabb Pasch külföldre ment, hogy megélhetését biztosítsa. Ulrika özvegyen maradt rokonánál vezette a háztartást. Az aranyműves Gustaf Stafhell festésre bátorította. Kezdetben a lakásban talált festményeket másolta, de önálló képeket is festett eladásra. Így tudta támogatni a szűkös körülmények között élő édesapját és húgát. 
Amikor bátyja visszatért 1766-ban, Ulrika neve már ismertté vált, és együtt festettek a közös műteremben. A portrékon a ruhák csipkéit, az apró részleteket Ulrika festette meg mindig nagy türelemmel. 1773-ban a Svéd Királyi Művészeti Akadémia mindkettőjüket tagjává választotta.

## Galéria

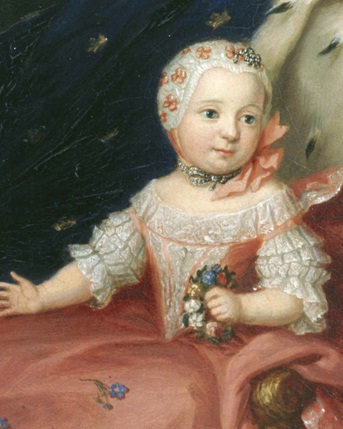
Sophia Albertina királyi hercegnő
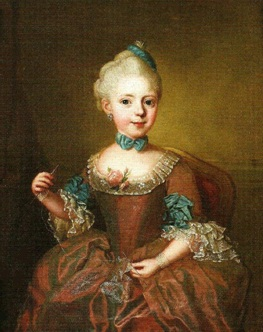
Kisleány
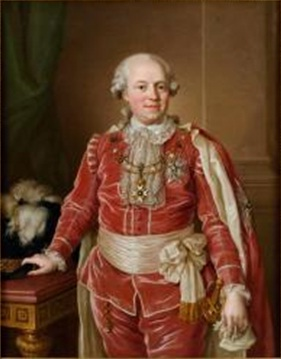
Samuel af Ugglas
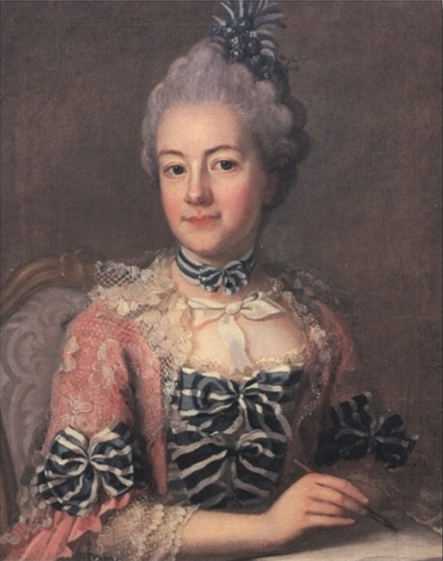
Hedvig Charlotta Nordenflycht